# Cambrón (Cáceres)
Cambrón es una alquería del concejo de Caminomorisco, mancomunidad de Las Hurdes, en la provincia de Cáceres, Comunidad Autónoma de Extremadura (España).

## Demografía
En el año 1981 contaba con 91 habitantes, concentrados en el núcleo principal, pasando a 29 en  2008.
- Cambrón